# Clovia callifera
Clovia callifera är en insektsart som först beskrevs av Stal 1856.  Clovia callifera ingår i släktet Clovia och familjen spottstritar. Inga underarter finns listade i Catalogue of Life.